# Минерва
Мине́рва (лат. Minerva) — древнеримская богиня мудрости и войны, покровительница ремесленников, писателей, актёров, поэтов, художников, учителей, учащихся и врачей. Входила в триаду наиболее почитаемых богов Древнего Рима, вместе со своим отцом Юпитером и его женой Юноной. Её культ имеет этрусское происхождение и ведёт историю от местной (этрусской) богини Менрвы, которая в свою очередь взяла многое от древнегреческой Афины.
В III веке до н. э. после эллинизации римской религии Минерву стали отождествлять с Афиной Палладой.

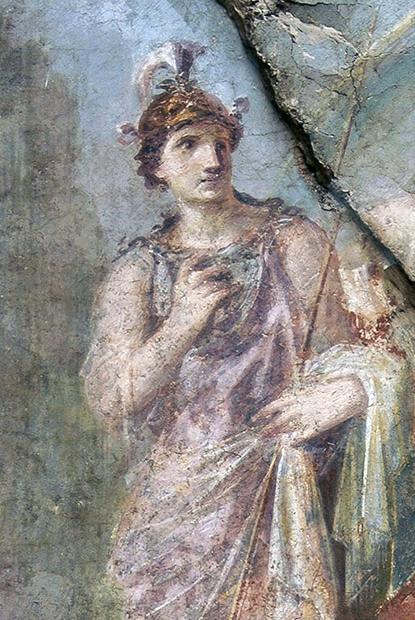
Минерва на фреске из Геркуланума (I век)

Основным праздником в честь богини были квинкватрии, которые ежегодно отмечали с 19 по 23 марта. В эти дни ученики освобождались от учёбы и вносили плату учителям. Праздничные торжества сопровождались гладиаторскими боями.

## Происхождение. Этрусская Минерва

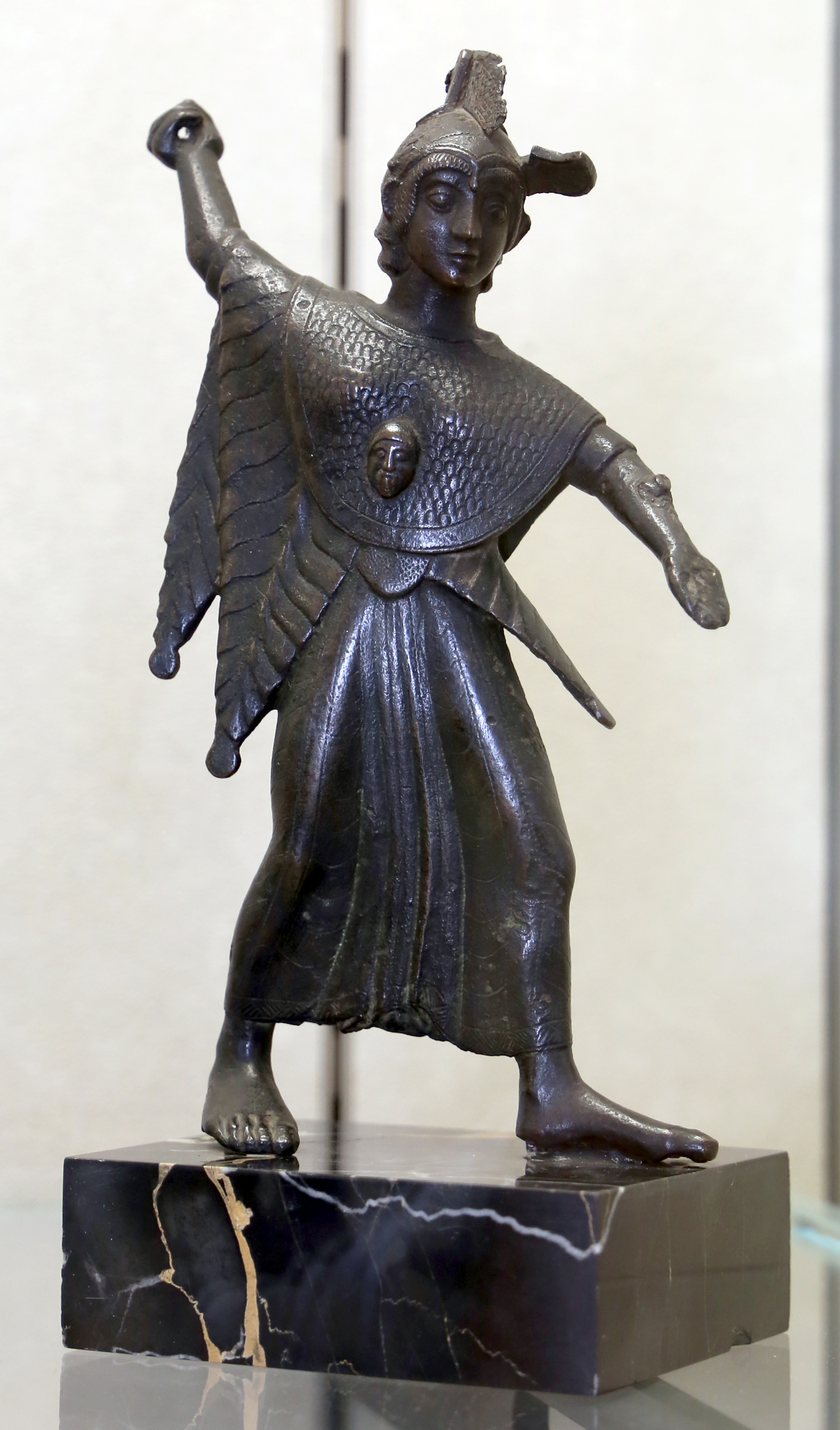
Этрусская фигурка Менрвы. 500—480-е гг. до н. э.

Римская Минерва имеет этрусское происхождение. Возможно, культ этрусской Менрвы сначала был воспринят сабинами, а затем от них римлянами. В свою очередь Менрва имеет много общего с греческой Афиной. Это свидетельствует о том, что возникновение культа этрусской богини произошло под влиянием образа древнегреческой.
Менрва вместе со своим отцом Тинией и его женой Уни входила в этрусскую триаду богов. В её ведении находились все мирные ремёсла, а также оборона городов от врагов. Одновременно покровительствовала роженицам, могла излечивать от болезней, из-за чего считается старейшим материнским божеством эгейско-анатолийского ареала. Исключительно этрусскими, отличными от греческих и римских, атрибутами образа Менрвы являлись супруг Херкле и сын Марис, а также сосуд с богиней бессмертия, который охраняла богиня, не давая людям получить свойственную только для богов вечную жизнь.

## Функции
Изначально в Риме Минерва была богиней-покровительницей ремесленников.
В III веке до н. э. интенсифицировалась деятельность коллегии понтификов по определению и описанию основ римской религии. В частности, обсуждался вопрос о том, какие божества, кроме Юпитера, могут бросать молнию. В их число вместе с Вулканом и Юноной вошла и Минерва. Тогда же произошла эллинизация римской религии. Минерву отождествили с Афиной, что проявилось в появлении у неё новых функций богини мудрости и войны. Впоследствии, когда Римская империя распространила свою власть на громадные территории от Британии до Персидского залива, Минерву стали отождествлять и с местными божествами завоёванных провинций, такими как Суль в Британии и Сулевия в Галлии.
В 207 году до н. э. при содействии поэта и драматурга Ливия Андроника при храме организовали коллегию писателей и актёров, покровительницей которых стала Минерва. Впоследствии её стали почитать также учителя, врачи и музыканты. По мере развития Римского государства его население всё более разделялось на сельское и городское. И если в городе Минерва стала покровительницей различных ремёсел, то в сельских общинах её призывали в качестве богини, ответственной за урожай оливок и овощей.

## Культ

### Почитание

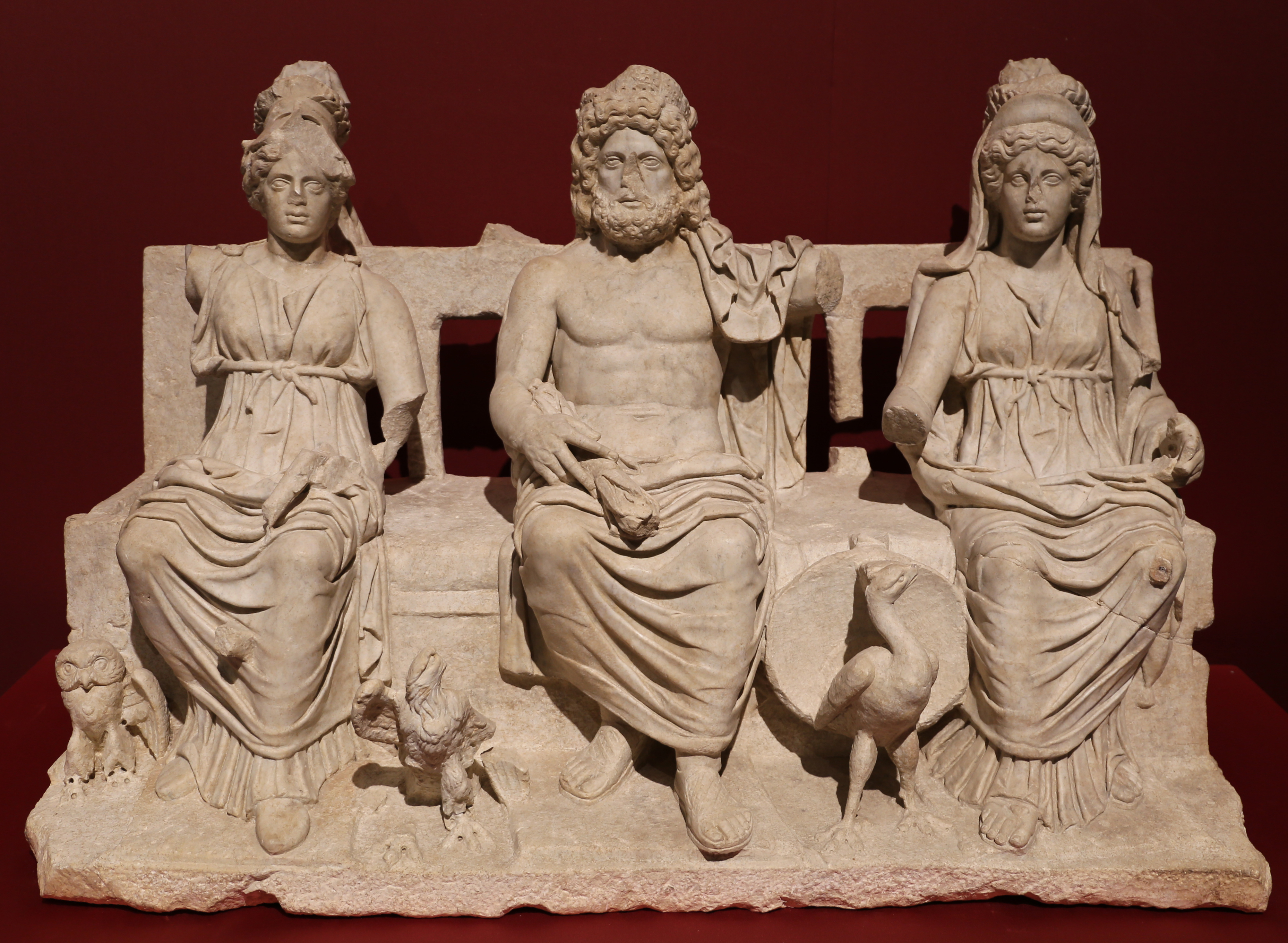
Капитолийская триада — Минерва, Юпитер и Юнона (слева направо)

На определённом этапе истории Древнего Рима, в период противостояния патрициев и плебеев, одновременно существовали культы как для знати, так и для низших классов. Капитолийская троица богов, в которую входила Минерва, была патрицианской и противопоставлялась плебейской Авентинской триаде — Церере, Либеру и Либере.
После примирения патрициев и плебеев Минерва, исходя из своих функций, была особо почитаема среди ремесленников. Согласно верованиям древних римлян, без её покровительства невозможно было заниматься ткачеством или прядением, построить дом и т. п. За содействием в своих начинаниях к ней обращались также поэты, живописцы, скульпторы и врачи. Лечащая Минерва получила эпитет лат. Medica. Ещё одним эпитетом Минервы была «Капитальная», что имело отсылки к греческому мифу о рождении Афины из головы (лат. caput) Зевса.

### Храмы

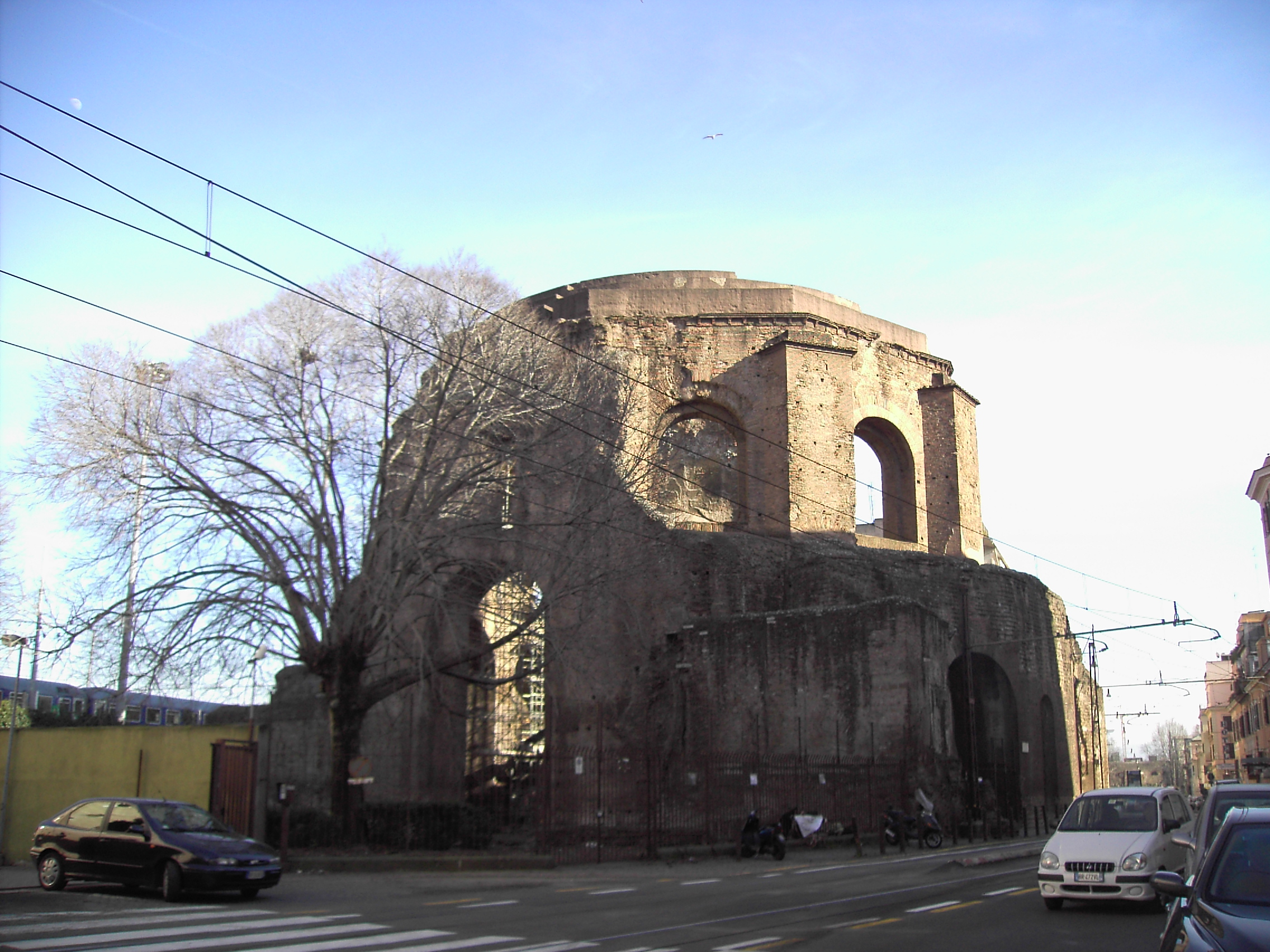
Руины храма Минервы Медика на Эсквилинском холме в Риме

Храм, посвящённый Капитолийской троице — Юпитеру, Юноне и Минерве, был построен в Риме во время правления Тарквиния Гордого (534—509 годы до н. э.). Внутри он делился на три части, каждая из которых была отведена одному божеству. Отношение к Минерве как к военной покровительнице находит подтверждение в тех дароприношениях и посвящениях, которые делались римскими полководцами в её честь после какой-нибудь блистательной победы. Так, Луций Эмилий Павел, закончив покорение Македонии, сжёг часть добычи в честь Минервы; Помпей после своего триумфа построил ей на Марсовом поле храм; так же поступил и Октавиан Август после победы при Акциуме. Только в Риме построили храмы Минервы на Авентинском, Целийском, Эсквилинском холмах, форуме Нервы и на Марсовом поле.
Кроме римских, храмы Минервы строили и в других частях империи от Британии до Африки.

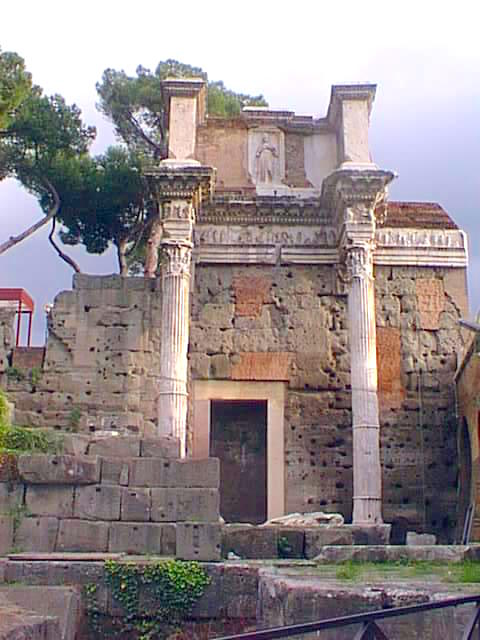
Руины храма Минервы на форуме Нервы в Риме

### Праздники
Главный праздник в честь Минервы — квинкватрии — проходил с 19 по 23 марта. В первый день торжественно отмечали рождение богини. Предположительный день рождения Минервы был «бескровным». Ей приносили жертвы лепёшками, мёдом и маслом. В последующие дни устраивали гладиаторские бои. В празднествах принимали участие все те, чьим профессиям покровительствовала Минерва, а именно вязальщицы, прядильщицы, различного рода ремесленники, художники, учащиеся и учителя, а также поэты. В эти дни по традиции ученики или их родители вносили плату своим учителям. Квинкватрии справляли не только представители тех или иных профессий. В книге Гая Светония Транквилла имеются указания на то, что в праздничных мероприятиях участвовали как минимум два императора — Октавиан Август и Домициан.
С 13 июня музыканты, играющие на авлосе (аналог современного гобоя), который по преданию создала Афина, устраивали малые квинкватрии в течение трёх дней.

## Мифы
Культ Минервы имел истоки в этрусских верованиях о Менрве, которая в свою очередь сформировалась под влиянием древнегреческой Афины. Впоследствии Минерву отождествили с древнегреческой богиней. Истории об Афине экстраполировали на Минерву. Римские писатели, в тех или иных вариациях, пересказывают древнегреческую мифологию, называя Афину Минервой. Так, к примеру, согласно Гигину, Минерва помогает Геркулесу, участвует вместе с Юноной и Венерой в суде Париса.
Мифы об Афине, которые экстраполировали на Минерву, в статье не дублируются. Приведён лишь исключительно римский миф, описанный у Овидия, который не встречается в древнегреческих литературных произведениях. Минерву возжелал бог войны Марс. Он обратился к престарелой Анне Перенне с просьбой помочь в осуществлении его желания. Взамен Марс пообещал разделить со сводницей посвящённый ему месяц март. Анна пообещала оказать содействие и долго мучила бога войны надеждами на встречу. В конечном итоге она назначила день, когда в чертог Марса должна была бы прийти Минерва. Когда ночью в его покои зашла женщина в наряде невесты, то Марс бросился к ней. И только сорвав с неё фату, чтобы поцеловать, он узнал в пришедшей Анну Перенну. Вид одураченного бога повеселил наблюдавших за сценой Минерву и Венеру.

## Изображения Минервы

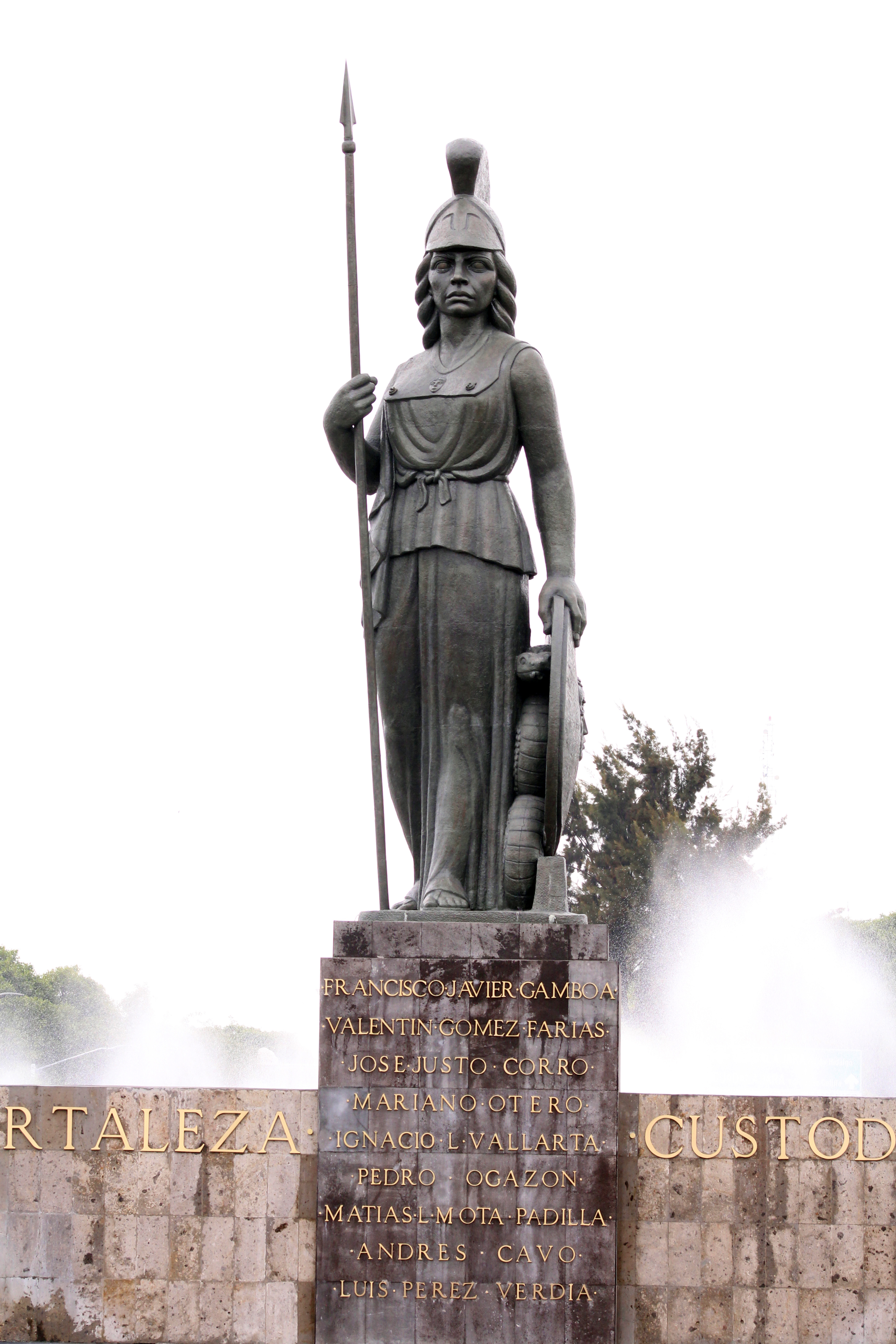
Статуя Минервы в Гвадалахаре, Мексика

После того как произошло слияние представлений о римской Минерве и греческой Афине, богиню изображали в виде стройной молодой девушки со щитом и копьём, в доспехах, зачастую рядом с её священной птицей совой.

### Минерва на монетах, медалях и банкнотах

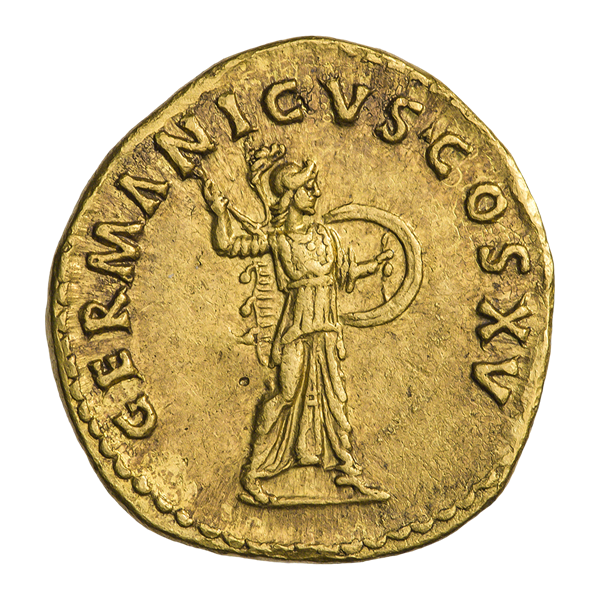
Минерва на реверсе ауреуса Домициана 90—91 года

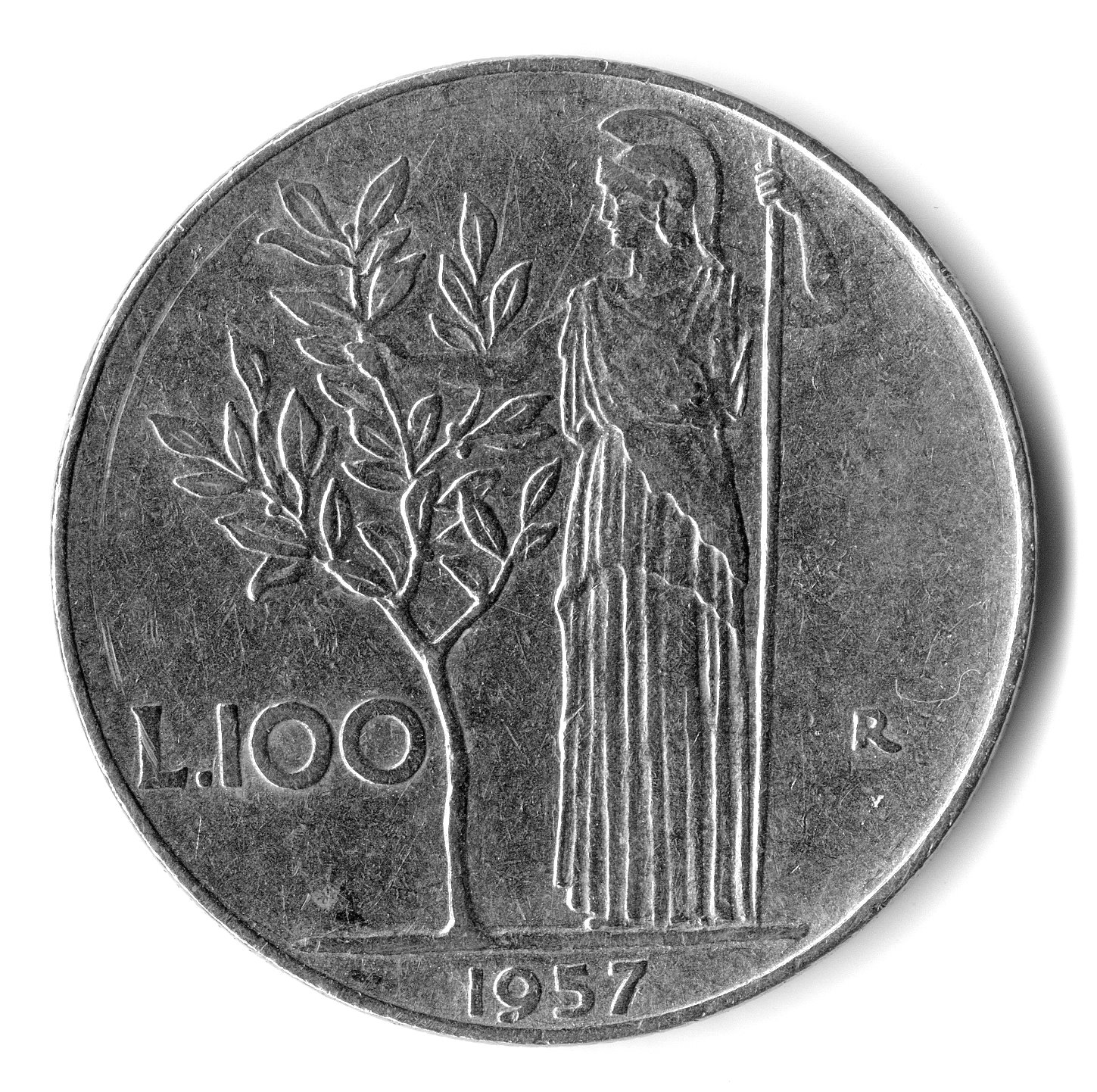
Реверс ста итальянских лир 1957 года

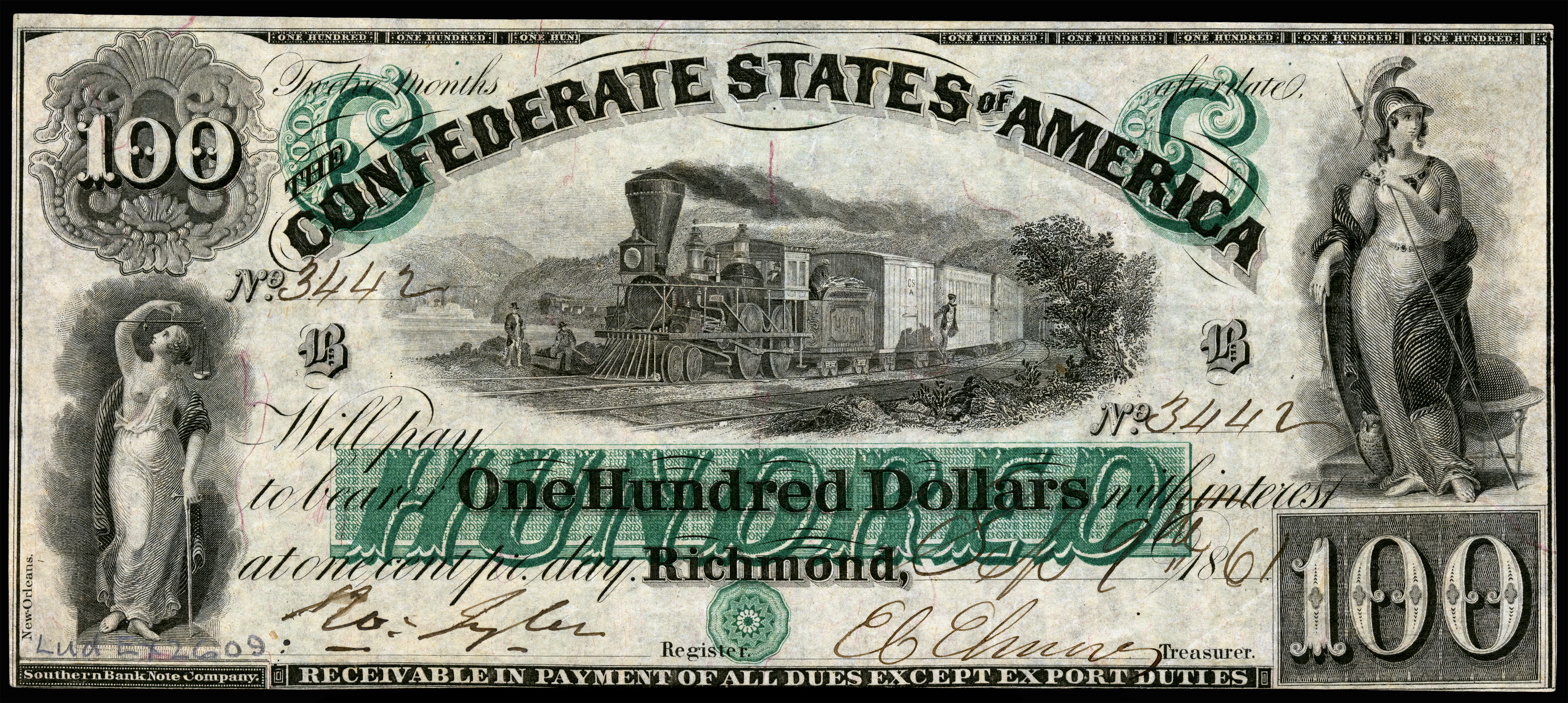
100 долларов Конфедеративных Штатов Америки с изображением Минервы

Впервые изображение Минервы появляется на триенсах (1⁄3 асса) и дупондиях (2 асса) времён республики. Впоследствии её поместили на несколько сотен монетных типов императорской эпохи. При Тиберии, Нероне и Веспасиане она часто появляется на реверсе монет среди группы других богов или в виде статуи, под которой император раздаёт конгиарий. В тех случаях, когда она изображена одна, как правило, богиня находится в походной позе в длинной тунике, иногда с эгидой на груди, в шлеме с копьём, молнией, оливковой ветвью или фигуркой Виктории в одной руке и щитом — в другой. Монеты с изображением Минервы чеканили при многих императорах вплоть до Гонория (395—423), особенно часто при Домициане, считавшим её своей покровительницей.
Через полторы тысячи лет после падения Римской империя Минерва вновь появилась на ста лирах Италии 1954—1992 годов.
В русской культуре образ Минервы стали активно использовать в начале XVIII столетия. Она появляется на серии памятных медалей, выпущенных в честь побед русского оружия в Северной войне со шведами. Древнеримская богиня появляется на них как вместе с другими персонажами, выступая символом мудрости, так и отдельно в качестве символа военных побед. После правления Петра I в XVIII столетии престол Российской империи последовательно занимали императрицы Екатерина I, Анна Иоанновна, Елизавета Петровна и Екатерина II. Черты каждой из них придавали Минерве, а в некоторых случаях, как, к примеру, на наградной медали для студентов Московского университета, отождествляли императрицу с древнеримской богиней. Аллегорические изображения Минервы должны были, по мнению создателей, подчёркивать военные победы, справедливость, покровительство наукам и искусствам со стороны императрицы.
Также Минерву помещали на банкноты многих государств, в частности Австрийской империи, Бельгии, Колумбии, штата Конфедеративных Штатов Америки Виргинии, Франции, Германской империи, Великобритании, Италии, Мадагаскара, Мексики, Нидерландов, Парагвая, Польши, Португалии, Румынии, Испании и Техаса.

### Минерва в изобразительном искусстве
В эпоху Возрождения античные мифы нашли отображение в картинах многих художников того времени. При этом они не особо вникали в различия между Афиной и Минервой: описывая древнегреческие мифологические истории, они при этом называли божества именами их римских преемников. К произведениям такого типа можно отнести композиции «Минерва среди муз» (картины Н. Пуссена, К. Лоррена и др.), «Царство Минервы» — А. Эльсхаймера, Минерва — олицетворение разума — «Минерва побеждает невежество» Б. Спрангера, олицетворение мира — «Минерва и Марс» Тинторетто, Паоло Веронезе и др.

## Минерва в астрономии
В честь Минервы назван тройной астероид главного пояса (93) Минерва, открытый 24 августа 1867 года американо-канадским астрономом Джеймсом Уотсоном в Детройтской обсерватории (США) 